# تيموثي تيسون
تيموثي تيسون (بالإنجليزية: Timothy Tyson)‏ هو مؤرخ أمريكي، ولد في 1959 في كارولاينا الشمالية في الولايات المتحدة.